# Галлаб, Абд аль-Карим
Абд аль-Карим Галлаб (араб. عبد الكريم غلاب‎; 31 декабря 1919, Фес — 14 августа 2017, Эль-Джадида) — марокканский писатель
, публицист, журналист, редактор, общественный и политический деятель.
Видный представитель марокканской литературы.

## Биография
Обучался в университете Аль-Карауин. Затем до 1945 года изучал философию в Каирском университете. Получил степень магистра арабской литературы.
Политик, член партии Истикляль. С 1961 года редактировал печатный орган партии ежедневную газету «аль-Алам» (Al-Alam).

## Творчество
Автор пяти романов и трёх сборников рассказов. Романы «Семь дверей» (1965), «Мы похоронили прошлое» (1966), «Мастер Али» (1971), сборник новелл «Умер удачливый человек» (1965), «И мешок из рая» (1977) посвящены проблемам национально-освободительного движения; в них отразились взгляды крупной национальной буржуазии. Его произведения оказали значительное влияние на политическую и литературную жизнь на его родине .
По мнению специалистов его арабский стиль известен своим «изящным и временами академическим классицизмом».
Галлабу принадлежат исследования по социально-политическим и культурным проблемам: «Биение пульса мысли» (1961), «О культуре и литературе» (1964) и др. Изучал проблемы арабизации, вопросы её развития, методы и способы её проведения («Арабизация и её роль в освободительном движении в странах Магриба»).
В 2000 году Союз арабских писателей Египта включил его роман «Мастер Али» в сотню лучших арабских романов за всю историю. В 2001 году марокканский департамент культуры опубликовал полное собрание сочинений Галлаба в пяти томах. В 2004 году он был награжден премией Магриба «Культура Туниса».
Его произведения были переведена на многие языки.